# Балатон
Балатон (на унгарски: Balaton) е тектонско езеро в Западна Унгария (области Веспрем, Шомод и Зала), най-голямото в Централна Европа. Площ 594 km², обем 1,9 km³, средна дълбочина 3,6 m, максимална 12,5 m. Името на езерото произлиза от славянската дума блато.

## Географска характеристика
Езерото Балатон е разположено в западната част на Унгария, в западната част на Среднодунавската равнина. Заема обширна удължена от североизток на югозапад тектонска котловина, простираща се покрай югоизточното подножие на възвишението Бакон, с дължина 77 km и максимална ширина от югоизток на северозапад 14 km. Има слабо разчленени брегове с дължина 236 km, като единственото изключение е полуостров Тихан, разделящ езерото на две части – североизточна и югозападна. Северозападните му брегове, обърнати към възвишението са високи и стръмни, обрасли с гори, а останалите – ниски, плоски и частично заблатени. Подхранва се от няколко малки реки, най-голяма от които е река Зала, вливаща се от югозапад. От североизточната му част, при град Шиофок изтича река Шио, която изкуствено е удълбана, разширена и канализирана, вливаща се отдясно в Дунав.
Водосборният басейн на Балатон обхваща площ от 5181 km². Намира се на 104 m н.в., като колебанията на водното му ниво през годината са незначителни и плавни, с малко по-високо ниво през пролетта. По този начин годишният му отток е почти постоянен и с малки отклонения. Температурата на водата през лятото достига до 20°С.

## Стопанско значение, селища
Езерото е важна туристическа дестинация особено през лятото за водни спортове, риболов, отдих и лагеруване и често е наричано „Морето на Унгария“. По бреговете му са изградени множество почивни, спортни и туристически бази. Има туристическо корабоплаване. По бреговете му са разположени множество населени места, като най-големи са градовете Шиофок, Балатонфюред, Богларлеле, Балатонфенвеш и др.

## Други
На Балатон е наречена улица в квартал „Люлин“ в София (Карта).

## Галерия
- Балатон през зимата
- Залез над езерото Балатон